# Lista de representantes permanentes da Turquia nas Nações Unidas
Esta é uma lista de representantes permanentes da Turquia, ou outros chefes de missão, junto da Organização das Nações Unidas em Nova Iorque.
A Turquia foi um dos Estados fundadores das Nações Unidas e é membro desde 24 de outubro de 1945.
| Início | Término | Representante permanente (Chefe de missão) | Cargo                    | Credenciais |
| ------ | ------- | ------------------------------------------ | ------------------------ | ----------- |
| 1947   | 1957    | Selim Rauf Sarper                          | Representante permanente |             |
| 1957   | 1960    | Seyfullah Esin                             | Representante permanente |             |
| 1960   | 1962    | Rıfat Turgut Menemencioğlu                 | Representante permanente |             |
| 1962   | 1964    | Adnan Kural                                | Representante permanente |             |
| 1964   | 1969    | Orhan Eralp                                | Representante permanente |             |
| 1969   | 1972    | Haluk Bayülken                             | Representante permanente |             |
| 1972   | 1975    | Osman Olcay                                | Representante permanente |             |
| 1975   | 1978    | İlter Türkmen                              | Representante permanente |             |
| 1978   | 1980    | Orhan Eralp                                | Representante permanente |             |
| 1980   | 1985    | Coşkun Kırca                               | Representante permanente |             |
| 1985   | 1988    | İlter Türkmen                              | Representante permanente |             |
| 1988   | 1993    | Mustafa Akşin                              | Representante permanente |             |
| 1993   | 1995    | İnal Batu                                  | Representante permanente |             |
| 1995   | 1998    | Hüseyin Çelem                              | Representante permanente |             |
| 1998   | 2000    | Volkan Vural                               | Representante permanente | 1998-05-14  |
| 2000   | 2004    | Ümit Pamir                                 | Representante permanente | 2000-08-25  |
| 2004   | 2009    | Baki İlkin                                 | Representante permanente | 2004-12-07  |
| 2009   | 2012    | Ertuğrul Apakan                            | Representante permanente | 2009-08-27  |
| 2012   | 2016    | Yaşar Halit Çevik                          | Representante permanente | 2012-10-25  |
| 2016   | atual   | Feridun Sinirlioğlu                        | Representante permanente | 2016-10-21  |